# VÁTI
A VÁTI Nonprofit Kft. (teljes nevén VÁTI Magyar Regionális Fejlesztési és Urbanisztikai Nonprofit Kft.) a területfejlesztés területén működő, állami tulajdonú, nonprofit kft. volt, amely 1997-ben jött létre a Városépítési Tudományos és Tervező Intézet átalakulásával.
Tevékenysége a területfejlesztéssel és területrendezéssel kapcsolatos kutatás, tervezés és tanácsadás területére terjedt ki, valamint közreműködő szervezetként részt vett több európai uniós program megvalósításában. A társaság 100%-ban állami tulajdonban volt, tulajdonosi jogait a nemzeti fejlesztési és gazdasági miniszter gyakorolta. Leányvállalata a VÁTI Városépítési Kft.

## Története
A társaság elődje, a Városépítési Tervező Iroda (VÁTERV) 1950-ben jött létre. Kezdetben kizárólag településtervezéssel, – majd regionális tervezéssel, műemlékvédelemmel és szakmai kutatással is – foglalkozott, tevékenysége folyamatosan bővült. 1967-ben változott a neve Városépítési Tudományos és Tervező Intézetre (VÁTI). Itt készült többek között az 1971-es Országos településhálózat-fejlesztési Keretterv és az Országos Területfejlesztési Koncepció (1986.) is.
A rendszerváltás után, 1993-tól VÁTI Magyar Regionális Fejlesztési-, Urbanisztikai- és Építészeti Részvénytársaság néven működött.
Az 1998-as év fordulatot hozott a VÁTI életében: átvette (az ÉVM által 1969-ben megnyitott és a BM jogutódlásában levő) Országos Területrendezési és Műszaki Tervtár-at és megbízást kapott a regionális Phare programok, valamint a határ menti együttműködést támogató Phare CBC programok végrehajtására. Ekkor alapították az első regionális irodát, később ilyenek már Budapesten, Egerben, Miskolcon, Mátészalkán, Debrecenben, Békéscsabán, Szegeden, Pécsett, Székesfehérváron, Sopronban, Szombathelyen és Zalaegerszegen is működtek. Szintén a kilencvenes évek végén lett a VÁTI a területfejlesztést és területrendezést szolgáló információs rendszer (TeIR) kifejlesztésének és működtetésének felelőse.
Hazánk EU-tagállammá válása (2004) után a Regionális Fejlesztés Operatív Programban (ROP) és az INTERREG Közösségi Kezdeményezési programokban a VÁTI közreműködő szervezetként, illetve végső kedvezményezettként vett részt. A 2007-2013-as támogatási időszakban az ÚMFT 7 regionális Operatív Programjának humán infrastruktúra prioritásait, az Államreform Operatív Programot és az Elektronikus Közigazgatás Operatív Programot kezeli. Tervezi, koordinálja és végrehajtja az Európai Területi Együttműködési Programokat (ETE), valamint menedzseli a Határon Átnyúló Együttműködési Programokat (Instrument for Pre-Accession Assistance – IPA) és az Európai Szomszédsági és Partnerségi Támogatási Eszköz (European Neighbourhood and Partnership Instrument – ENPI) programjait is. Ezen programok lefedik Magyarország mind a 7 határ menti térségét.
Az évtizedeken át tartó szakmai munka a közreműködő szervezeti feladatok mellett is folyt: a VÁTI a terület- és fejlesztéspolitika kiemelt szakmai háttérintézetévé vált. Munkájukat többek között olyan dokumentumok elkészítésének koordinációja és szakmai támogatása jellemezte, mint az Országos Területfejlesztési Koncepció, a Balaton törvény szakmai megalapozó anyaga vagy az ÚMFT és az ÚMVP tervezése. Mindemellett számos nemzetközi kezdeményezésben, hálózatban képviselték hazánkat, mint amilyen az Európai Városok Tudáshálózata (EUKN) vagy az Európai Tervezési Megfigyelő Hálózat (ESPON). Több díj (így például Az év akadálymentes épülete építészeti nívódíj vagy a Helyi Építészeti Örökség építészeti nívódíj) pályáztatását kezelik, de hozzájuk tartozott többek közt az épületek energetikai jellemzőinek tanúsítása is.
2014-ben a VÁTI-t a Kormány határozattal megszüntette, feladatainak továbbvivője a Széchenyi Programiroda, illetve a Lechner Tudásközpont lettek.

### Külső hivatkozások
- Hivatalos honlap (magyar, angol)